# 查理曼林荫道
查理曼林荫道（Cours Charlemagne）是法国里昂第二区的一条重要街道，该林荫道得名于查理曼，他曾经数次来到里昂，并进行伟大的重建工作。查理曼林荫道开始于档案馆广场（Place des Archives），结束于培拉休滨河路，可俯瞰巴斯德桥。

## 历史
此街于1806年决定开辟，为连接白莱果广场的宽阔大道，实际兴建于1827年到1832年，1830年7月16日市议会为其命名。
在19世纪，法国雕塑家让-弗朗索瓦·Legendre Héral和漫画家尤金-Coprais 布廷居住在此。这条街的北部在1850年代拆毁，以兴建培拉休火车站。1891年10月24日，获得市议会批准扩建。
1907年，其南部建立了一些工业设施。在第二次世界大战期间拆除了一些建筑。1982年7月8日，培拉休车站连接查理曼林荫道的自动扶梯投入使用。最后，电车在2005年到来。

## 描述
此街宽达33米，有两条电车轨道，两条自行车道，两条人行道。街道两边有许多商店（食品，餐饮，服装，鲜花，唱片...），台球室，健身房和篮球俱乐部，银行等。
这条街的名声不好，位于佩拉什以南的半岛部分相对贫困和卖淫。